# Paul Delvaux (politicus)
Paul Marie Joseph Delvaux (Rochefort, 14 oktober 1839 - 13 juni 1916) was een Belgisch volksvertegenwoordiger.

## Levensloop
Delvaux was een zoon van de arts Louis Delvaux en van Thérèse-Marie Moncheur. Hij trouwde met Gabrielle Orban.
Hij behaalde zijn diploma van doctor in de geneeskunde aan de Universiteit Luik in 1863 en vestigde zich in zijn geboortedorp.
Hij was er gemeenteraadslid van 1866 tot 1912. Hij oefende het mandaat van burgemeester uit van 1870 tot 1884 en van 1890 tot 1912.
In 1892 werd hij verkozen tot katholiek volksvertegenwoordiger voor het arrondissement Dinant en vervulde dit mandaat tot in 1900.